# Ligne de tramway 546
 (avril 2024).
La ligne 546 d'après son numéro de tableau horaire est une ancienne ligne de tramway du Groupe de Namur de la Société nationale des chemins de fer vicinaux (SNCV) qui a fonctionné entre le 5 novembre 1908 et le 31 août 1960.

## Histoire
La ligne est mise en service le 5 novembre 1908 entre le dépôt de Lesve et Bioul (nouvelle section Lesve Les Anges, jonction avec la ligne 544/1 et Bioul, capital 123),.
Le 1er avril 1909, elle est prolongée par une nouvelle section de Bioul à la gare de Warnant (capital 123),.
Le service est supprimé le 16 mai 1953 entre Lesve et Bioul Rouchat, le service est alors assuré comme suit (tableau 925), :
- du lundi au samedi hors jours feriés par autobus entre entre la place de Lesve (où il donne correspondance au bus remplaçant le tram 6 le même jour) et Bioul Station et autorail entre Bioul Rouchat et la gare de Warnant ;
- les dimanches et jours ferriés uniquement par autobus entre la place de Lesve et gare de Warnant.

La section de Lesve à Bioul reste cependant exploitée pour le fret jusqu'au 12 juillet 1954.
Le service voyageurs est supprimé le 31 août 1960, les voies restent exploitée pour le fret jusq'au 31 octobre.

## Exploitation

### Horaires
Tableaux :
- 546 en 1931[5] ;
- 636 en 1950[6] ;
- 925 en 1953, numéro partagé entre le service d'autorail et la ligne d'autobus[4] ;
- 930 en 1957, numéro partagé entre le service d'autorail et la ligne d'autobus[7].